# Hiab
HIAB stod på 1940-talet för Hobbycirklarnas Inköpscentral AB, en sidoverksamhet till tidningen Teknik för alla.

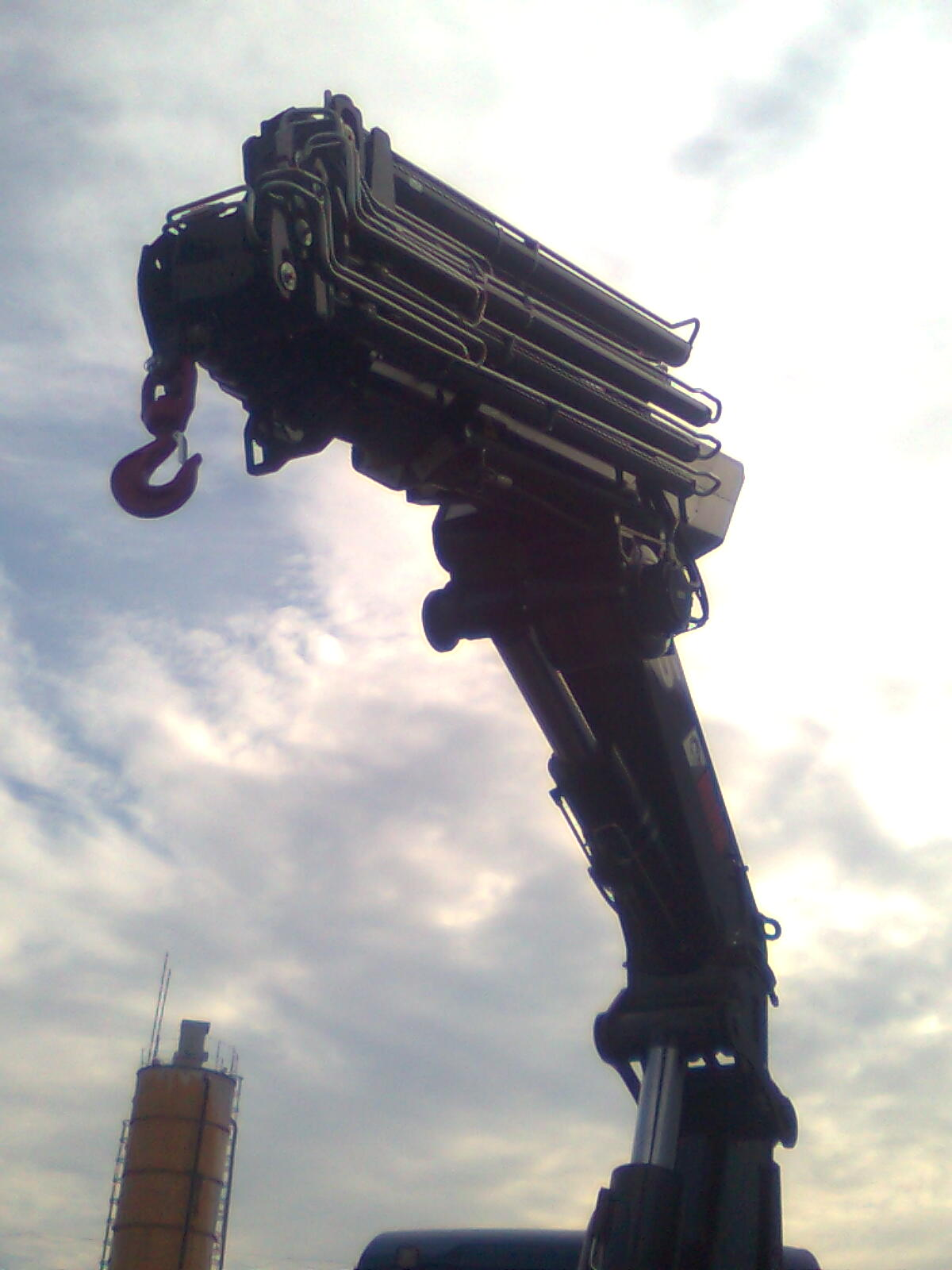
Kran från Hiab.

Hiab (Hydrauliska industrier AB), är ett industriföretag främst inriktat på kranar för lastbilar. Inom koncernen finns även krantillverkare som Loglift och Jonsered.
Hiab omsatte 3,4 miljarder euro år 2008 och hade 11 800 anställda. Hiab ägs av finska Cargotec. 

## Historik
År 1944 grundade skidtillverkaren Eric Sundin från Arbrå företaget i Hudiksvall, för att underlätta och mekanisera den tunga timmerhanteringen för skidtillverkningen. År 1967 gick man samman med konkurrenten AB Bröderna Forslund & co från Skellefteå (Foco), grundat 1945, och Hiab-Foco bildades. Man koncentrerade tillverkningen komponenter till Skellefteå och krantillverkningen skedde i Hudiksvall. Hiab köpte 1978 Jonsereds Fabrikers krantillverkning. År 1983 bolagiserades Skellefteådelen av företaget och man tog namnet Hydrauto där man tillverkade ventiler och cylindrar. Detta kom senare att köpas av det indiska företaget Wipro. År 2011 flyttades tillverkningen till Indien. 
År 1985 köpte finska Partek Corporation Hiab och dotterbolaget Jonsered. Tre år senare, 1988, köpte de krantillverkaren Loglift. År 1990 bytte man namn från Hiab-Foco till Hiab. År 2000 förvärvades Zeteco-koncernen (inklusive bland annat varumärkena Zepro och Waltco bakgavellyftar). Samma år förvärvas lastbilsmonterade gaffeltruckarna Moffett och Princeton Piggy Back. År 2002 förvärvades Partek av Kone Corporation. År 2004 fick företagets affärsområde för lasthantering varumärket Hiab. År 2005 delades Kone i Kone respektive Cargotec Corporation, som noterades på Helsingforsbörsen. Cargotec bestod då av Hiab lasthantering, Kalmar containerhantering och MacGREGOR marin lasthantering. 29 november 2012 varslades 150 personer vid Hudiksvallsfabriken i samband med att man flyttade delar av produktionen till Polen. 11 februari 2014 varslades återstoden av produktionspersonalen i och med att all produktion flyttades till Polen.